# Żeby Polska była Polską (program telewizyjny)
Żeby Polska była Polską (ang. Let Poland be Poland) – program telewizyjny wyreżyserowany przez Marty'ego Pasettę, zrealizowany przez United States International Communications Agency we współpracy z Departamentem Obrony USA. Wyemitowano go 31 stycznia 1982 roku.

## Historia

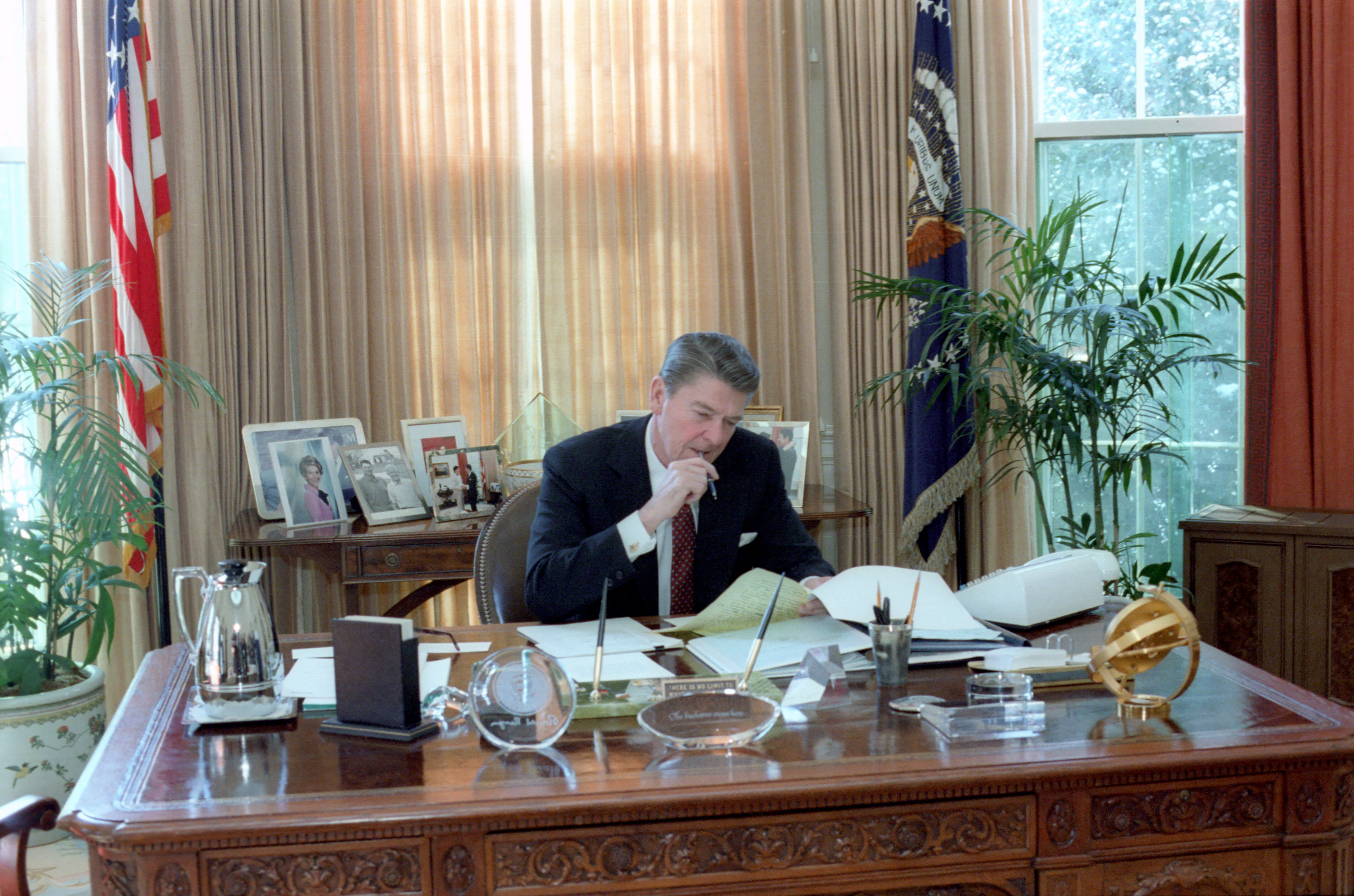
Ronald Reagan w Gabinecie Owalnym, 26 stycznia 1982 r.

Odpowiedzią władz USA na stan wojenny wprowadzony w Polsce 13 grudnia 1981 r. były sankcje gospodarcze, nałożone najpierw na PRL, a później również na ZSRR.
Równocześnie prezydent Stanów Zjednoczonych Ronald Reagan starał się pokazać, że jego kraj, potępiając działania reżimu komunistycznego w PRL, solidaryzuje się z milionami Polaków, których nadzieje na wolność zostały stłumione. W bożonarodzeniowym orędziu telewizyjnym z 23 grudnia 1981 r. Reagan zachęcał swych rodaków, by w wigilijny wieczór zapalili w oknach domów świeczki w geście solidarności z polskim narodem.
Podobną wymowę miał Dzień Solidarności z Polską (ang. International „Solidarity Day”), wyznaczony przez amerykańską administrację na 30 stycznia 1982 r. W wielu zachodnich miastach odbyły się wówczas demonstracje poparcia dla zawieszonego NSZZ „Solidarność”. Dopełnieniem Dnia Solidarności z Polską była audycja „Let Poland be Poland” z 31 stycznia 1982 r., której tytuł nawiązuje do piosenki Jana Pietrzaka „Żeby Polska była Polską”. 
Program poprowadził aktor Charlton Heston. Do udziału w audycji zdołano też pozyskać tak znanych artystów, jak Kirk Douglas, Henry Fonda, Glenda Jackson, Max von Sydow, Orson Welles czy Frank Sinatra. Ten ostatni zaśpiewał piosenkę „Ever Homeward”, w tym fragment w języku polskim.
W programie wzięli ponadto udział m.in.: Romuald Spasowski, Zdzisław Rurarz, Adam Makowicz, Czesław Miłosz, Mstisław Rostropowicz i James Michener. 
Dodatkowo w audycji wystąpiło wielu zachodnich polityków. Byli to m.in.: prezydent Stanów Zjednoczonych Ronald Reagan, premier Zjednoczonego Królestwa Margaret Thatcher, premier Portugalii Francisco Pinto Balsemão, kanclerz Republiki Federalnej Niemiec Helmut Schmidt, premier Islandii Gunnar Thoroddsen, premier Belgii Wilfried Martens, premier Japonii Zenkō Suzuki, premier Włoch Arnaldo Forlani, premier Norwegii Kåre Willoch, premier Kanady Pierre Trudeau, premier Turcji Bülent Ulusu, premier Luksemburga Pierre Werner, premier Hiszpanii Adolfo Suárez González, prezydent Francji François Mitterrand, spiker Izby Reprezentantów Tip O’Neill, lider większości Senatu Howard Baker, senator, członek komisji spraw zagranicznych Senatu Clement J. Zablocki.
Politycy wygłosili oświadczenia, które skupiły się na krytyce władz PRL i Związku Radzieckiego, wyrazach poparcia dla narodu polskiego, solidarności z represjonowanymi oraz zapewnieniami o pomocy, także materialnej. Retransmitowano także demonstracje poparcia dla Polaków z różnych miast świata: Nowego Jorku, Londynu, Brukseli, Tokio, Lizbony, Sydney, Waszyngtonu, Toronto, Chicago.
Audycję obejrzało ok. 185 milionów widzów w kilkudziesięciu krajach świata. Wersję audio Głos Ameryki przygotował w 39 wersjach językowych. Audycję emitowały także Radio Wolna Europa, Radio Liberty oraz Radio France Internationale.
Prasa PRL starała się ośmieszyć i zdezawuować audycję. W Polsce program ten po raz pierwszy wyemitowała TVP Historia 13 grudnia 2011 r.